# Murielle Van Thournout
Murielle Van Thournout épouse Lafargue (née le 25 mars 1960 à Mont-de-Marsan) est une athlète française, spécialiste du lancer du javelot.

## Biographie
Elle est sacrée championne de France du lancer du javelot en 1979 à Orléans.
Son record personnel au lancer du javelot est de 52,38 m (1983).